# آئودی هند

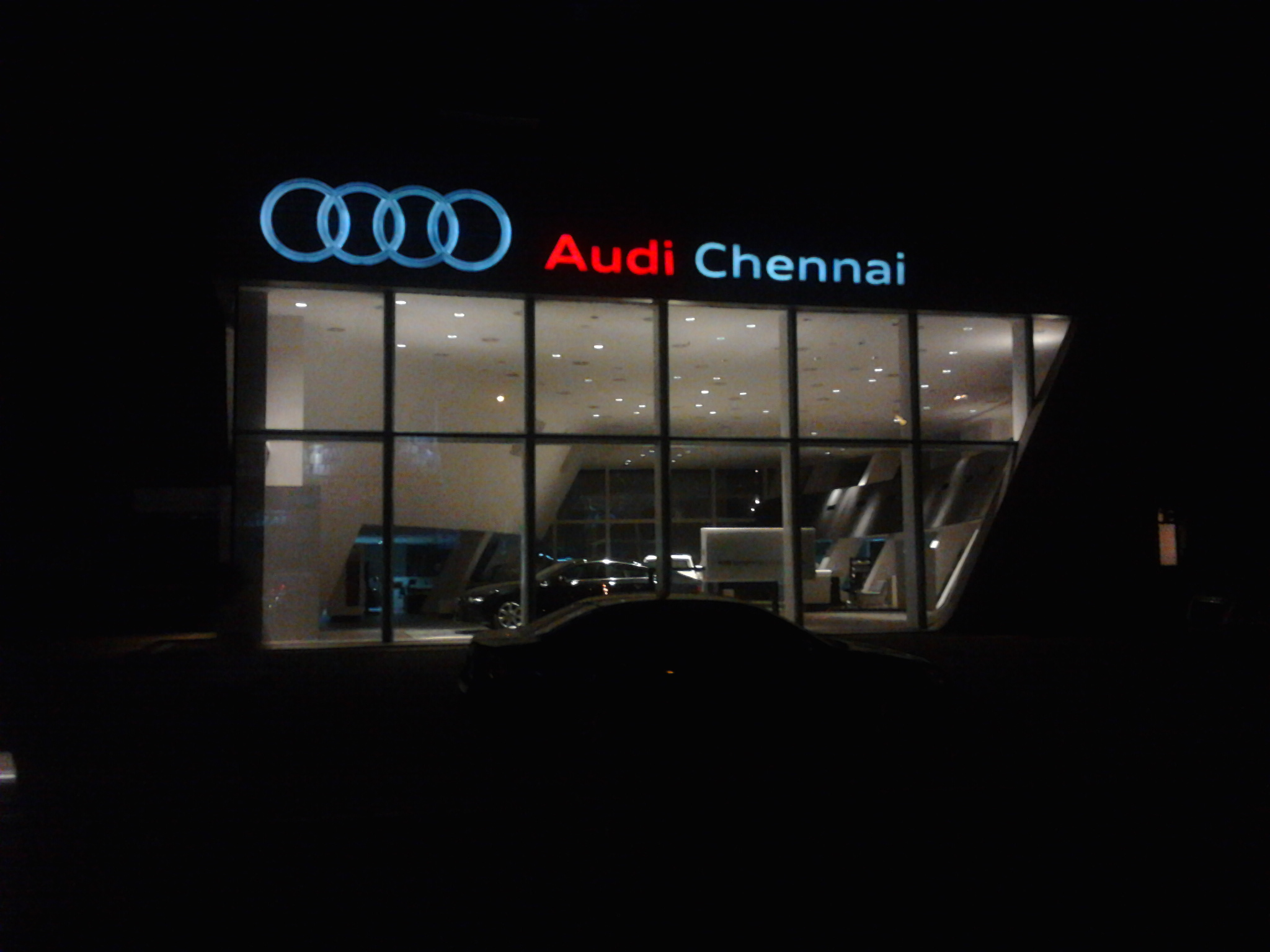
شرکت آئودی هند

آئودی هند (انگلیسی: Audi India) شرکت خودروسازی هندی آلمانی است، که در سال ۲۰۰۷ توسط شرکت آئودی تأسیس شد.

## تاریخچه
آئودی هند در مارس ۲۰۰۷ به عنوان بخشی از اشکودا آتو فولکس‌واگن هند تأسیس شد. آئودی در ۱۱۰ کشور در سراسر جهان نمایندگی دارد و از سال ۲۰۰۴، آئودی محصولات خود را در بازار هند به فروش می‌رساند. در مارس ۲۰۰۷، آئودی شرکت فروش خود را برای هند راه اندازی کرد. با تأسیس آئودی هند به عنوان بخشی از گروه فروش فولکس واگن هند Pvt. Ltd در بمبئی ایجاد شد. آئودی در حال بیان یک بیانیه بلندمدت شفاف در کشور با برنامه‌های رشد بلندپروازانه است. هدف آئودی تبدیل شدن به برند لوکس خودروی پیشرو در بازار هند است، و از سال ۲۰۱۵ شروع شده است.استراتژی آئودی هند شامل سرمایه‌گذاری‌های قابل توجهی در برندسازی، بازاریابی، تولید (مجموعه موتورها به صورت محلی برای کاهش صورتحساب واردات آن در محدوده ۱۰ تا ۳۰٪) است، نمایندگی‌های انحصاری و خدمات پس از فروش. در سال ۲۰۰۷، تنها ۲ درصد از خریداران خودروهای جدید در هند آئودی را می‌شناختند. در سال ۲۰۰۸، به ۱۳ درصد رسید.